# إريك ڤون دريغالسكي
إريك داجوبيرت ڤون دريغالسكي،(9 فبراير 1865 – 10 يناير 1949) كان الألماني الجغرافي، جيوفيزيائي وعالم القطبي، الذي ولد في كنيغسبرغ، تحت مقاطعة بروسيا.
بين عامي 1882 و1887،درس دريغالسكي الرياضيات والعلوم الطبيعية في جامعة كونيجسبيرج وبون وبرلين ولايبزيغ. تخرج مع أطروحة الدكتوراه حول الدروع الجليدية في مناطق الشمال. بين عامي1888و 1891،كان مساعدًا في المعهد الجيوديسي والمكتب المركزي للجيوديسية الدولية في برلين.
قاد دريغالسكي بعثتين استكشافية بين عامي 1891 و 1893، تم توفيرهما من قبل جمعية علوم الأرض في برلين. أقامت بعثة استكشافية فصل الشتاء بين عامي 1892 و 1893 في غرب جرينلاند. مؤهل 1889 للجغرافيا والجيوفيزياء مع الأدلة العلمية التي تم جمعها. في عام 1898، أصبح دريغالسكي أستاذًا مشاركًا وأستاذًا استثنائيًا للجغرافيا والجيوفيزياء عام 1899 في برلين.

## بعثةجاوس

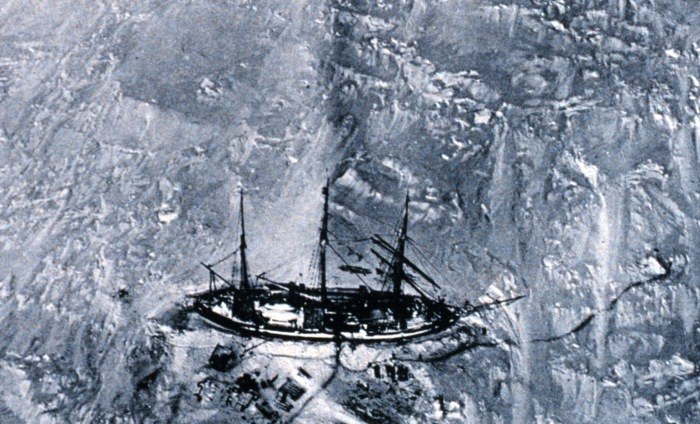
غاوس المحاط بالجليد. الصورة مأخوذة من منطاد، أول تصوير جوي في القارة القطبية الجنوبية

قاد دريغالسكي أول بعثة استكشافية ألمانية جنوب قطبية مع السفينة جاوس لاستكشاف المنطقة غير المعروفة من القارة القطبية الجنوبية الواقعة جنوب جزر كيرجولين. بدأت الحملة من كيل في صيف عام 1901. تمركز مجموعة صغيرة من البعثة أيضًا في جزر كيرغولين، بينما تقدم الحزب الرئيسي جنوبًا. كما أجرى دريغالسكي مكالمة موجزة إلى جزيرة هيرد وقدم أول معلومات علمية شاملة عن جيولوجيا الجزيرة ونباتاتها وحيواناتها. على الرغم من حصرها بالجليد لما يقرب من أربعة عشر شهرًا حتى فبراير 1903 ، اكتشفت البعثة منطقة جديدة في القارة القطبية الجنوبية، أرض القيصر فيلهلم الثاني مع غاوسبيرج. عادت البعثة إلى كيل في نوفمبر 1903. بعد ذلك، كتب دريغالسكي سرد البعثة وحرر البيانات العلمية الضخمة. بين عامي 1905 و 1931، نشر عشرين مجلدا وأطالسين لتوثيق الرحلة الاستكشافية وحصل على الميدالية الذهبية لراعي الجمعية الجغرافية الملكية لعام 1933. 

## السنوات اللاحقة
من أكتوبر 1906 حتى تقاعده، كان دريغالسكي أستاذًا في ميونيخ،حيث ترأس أيضًا المعهد الجغرافي الذي أسسه حتى وفاته. في عام 1910، شارك أيضًا في رحلة الكونت فرديناند فون زيبلين إلى سبيتسبيرجن وشارك في بعثات أخرى إلى أمريكا الشمالية وشمال شرق آسيا. توفي عام 1949 في ميونيخ.

## معلومات عامة
تم تسمية جزيرة دريغالسكي، ومضيق دريغالسكي في جنوب جورجيا، وشارع في الجزء الجنوبي من ميونيخ باسمه، وكذلك فوهة دريغالسكي على القمر. كما تم تسمية اثنين من الأنهار الجليدية، بما في ذلك جليد دريغالسكي (أنتاركتيكا) و(تنزانيا) على منحدرات جبل كليمنجارو. يتذكر أرشيف في جامعة لودفيج ماكسيميليان جهوده الرائدة. لديه أيضًا عنكبوت جنوب أفريقي سُمي من بعده، ارانيوس دريغالسكي (ستراند، 1909) ، بناءً على المواد التي تم جمعها في رحلة جاوس الاستكشافية.

## روابط خارجية
- سيرة شخصية
- مقتطفات من حصار القطب الجنوبي. يتضمن صورة Gauss تحت الشراع
- البعثة القطبية الجنوبية. التعليمات والاستعدادات للرحلة